# Léandre Kuavita
Léandre Kuavita, né le 31 mai 2004 à Ensival (Verviers) en Belgique, est un footballeur belge qui joue au poste de milieu de terrain au Standard de Liège.

## Biographie

### En club
Léandre Kuavita est originaire de la région de Verviers, né d'un père angolais et d'une mère congolaise. Il joue dans les différentes équipes de jeunes du RCS Verviétois jusqu'à la radiation de ce club en 2015, de l'AS Verviers pour la saison 2015-2016 puis du KAS Eupen de 2016 à 2019 avant de poursuivre son écolage au Standard de Liège en 2019 à l'âge de 15 ans.

#### Standard de Liège
Kuavita signe son premier contrat professionnel avec le Standard de Liège en juin 2021. Le 13 août 2022, il fait ses débuts professionnels sous le maillot du SL16 FC, l'équipe réserve du Standard qui évolue en Première Division B à partir de la saison 2022-23. Lors de la première journée de ce championnat, il obtient une place de titulaire contre le Club NXT et inscrit son premier but. Il marque aussi lors des deuxième et troisième journées contre le Beerschot VA et lors de la victoire 0-1 contre le FCV Dender EH,.
Le 21 novembre 2022, le Standard annonce que Kuavita reçoit une prolongation de contrat, mais sans préciser la durée du nouveau contrat. Le 23 décembre 2022, il fait ses débuts officiels dans l'équipe première du club lors du match de championnat contre le KAA La Gantoise (match nul 0-0), l'entraîneur Ronny Deila le faisant entrer en jeu à la place de Gojko Cimirot à la 84e minute. Deila le fait également monter en jeu lors du match de barrage européen contre le Cercle Bruges le 27 mai 2023 (défaite 0-4).

#### Prêt au Genoa CFC
Le 1er septembre 2023, le Standard annonce qu'il est prêté au club italien de Genoa CFC, faisant aussi partie de 777 Partners, pour une saison. Il ne joue aucun match avec l'équipe première mais 12 rencontres avec l'équipe de jeunes du club, l'équipe Primavera.

#### Retour au Standard de Liège
Son prêt est arrêté avant terme et il revient à Liège le 30 janvier 2024 où il termine le championnat de Challenger Pro League du SL16, ne pouvant éviter la dernière place du classement et la descente à l'échelon inférieur.
Lors de la saison 2024-2025, Ivan Leko le titularise dès le premier match contre le KRC Genk. Par la suite, il joue tous les matches de la phase régulière du championnat. Il inscrit son premier but avec le Standard en coupe de Belgique le 30 octobre 2024 contre le K Lyra-Lierse et un autre en championnat un mois plus tard au Sporting Charleroi (1-1)

### En sélections nationales
Léandre Kuavita est international belge en équipes de jeunes, dès les moins de 16 ans, dans l'équipe des moins de 17 ans puis en équipe des moins de 19 ans.